# Hypsugo joffrei
Hypsugo joffrei es una especie de murciélago de la familia Vespertilionidae.

## Distribución geográfica
Es endémica de Birmania, se puede encontrar en dos lugares al norte del país.

## Estado de conservación
Se encuentra amenazada de extinción por la pérdida de su hábitat natural.